# 数字音乐年度盛典
数字音乐年度盛典，由中国音像与数字出版协会、厦门市文发办、厦门市新闻出版广电局、厦门市湖里区人民政府联合主办，中国音像与数字出版协会数字音乐工作委员会、厦门市湖里区文化和旅游局共同承办。首届盛典于2024年9月13日举行。

## 背景
2024年8月26日，中国音像与数字出版协会在北京举行了一个发布会，宣布将于2024年9月11日-13日在厦门举行第二届中国数字音乐产业大会暨首届数字音乐年度盛典。2024年9月11日-12日，大会如期举行，主要议题为“数字音乐产业在人工智能时代下的机遇与挑战”，大会还发布了《中国数字音乐产业报告（2023）》。随后于9月13日，举办了首届数字音乐年度盛典，颁发2023-2024数字音乐年度荣誉，共有8项歌曲类项目，从120首入围作品中，每项选出5首获奖歌曲，共有40首作品获奖。

## 首届获奖名单
| 獎項                        | 獲獎名單                                                                      |
| 年度数字单曲                | 《向云端》（小霞、海洋BO）                                                    |
| 年度数字单曲                | 《名字》（李荣浩）                                                            |
| 年度数字单曲                | 《蜃楼》（周深）                                                              |
| 年度数字单曲                | 《花妖》（刀郎）                                                              |
| 年度数字单曲                | 《枕着光的她》（任素汐）                                                      |
| 年度数字专辑                | 《山歌寥哉》（刀郎）                                                          |
| 年度数字专辑                | 《CHIN UP!》（陈奕迅）                                                        |
| 年度数字专辑                | 《周末愉快》（李宇春）                                                        |
| 年度数字专辑                | 《花园》（马条）                                                              |
| 年度数字专辑                | 《赤梦华夏》（群星）                                                          |
| 年度影视歌曲                | 《小美满》（周深）(热辣滚烫电影热辣陪伴曲)                                    |
| 年度影视歌曲                | 《去有风的地方》（郁可唯）（去有风的地方电视剧主题曲）                        |
| 年度影视歌曲                | 《万物不如你》（张杰）（长相思电视剧主题曲）                                  |
| 年度影视歌曲                | 《想你时风起》（单依纯）（我的人间烟火电视剧回忆主题曲）                      |
| 年度影视歌曲                | 《你也》（张碧晨）（第二十条电影片尾曲）                                      |
| 年度综艺（晚会）歌曲        | 《是妈妈是女儿》（黄绮珊、希林娜依·高）（2023年中央广播电视总台春节联欢晚会） |
| 年度综艺（晚会）歌曲        | 《大梦》（瓦依那、任素汐）（乐队的夏天 (第三季)）                             |
| 年度综艺（晚会）歌曲        | 《胡广生》（陈楚生、谭维维）（声生不息·家年华）                               |
| 年度综艺（晚会）歌曲        | 《不如见一面》（海来阿木、单依纯）（2024年中央广播电视总台春节联欢晚会）      |
| 年度综艺（晚会）歌曲        | 《若月亮没来》（杨宗纬、宝石GEM、王宇宙LETO）（天赐的声音 (第五季)）          |
| 年度游戏歌曲                | 《永生所爱》（莫文蔚）（大话西游主题曲）                                      |
| 年度游戏歌曲                | 《如谜》（许嵩）（新天龙八部 (手游)主题曲）                                   |
| 年度游戏歌曲                | 《祈愿山海》（周深）（王者荣耀兔年限定新春祝福曲）                            |
| 年度游戏歌曲                | 《一壶莲花醉》（胡夏）（逆水寒X莲花楼联动推广曲）                             |
| 年度游戏歌曲                | 《兽》（张韶涵）（穿越火线手游）                                              |
| 年度国风歌曲                | 《落纸三千》（刘珂矣）                                                        |
| 年度国风歌曲                | 《长安三万里》（雪球）                                                        |
| 年度国风歌曲                | 《落》（唐伯虎ANNIE）                                                         |
| 年度国风歌曲                | 《明月青山》（袁娅维）                                                        |
| 年度国风歌曲                | 《后西厢》（龙猛寺宽度、余维刚）                                              |
| 年度公益歌曲                | 《愿你再见我时》（谭维维）（励志歌曲、助力高考学子）                          |
| 年度公益歌曲                | 《我以渺小爱你》（周深）（环保公益纪实节目《一路前行》主题曲）                |
| 年度公益歌曲                | 《我很好》（毛不易）（央视新闻2024“回家的礼物”主题曲）                        |
| 年度公益歌曲                | 《任我》（张杰）（第一届全国学生（青年）运动会加油歌曲）                      |
| 年度公益歌曲                | 《一路书香》（李东信）（全民阅读大会推广曲）                                  |
| 年度新锐音乐人歌曲          | 《鲸》（希林娜依·高）                                                         |
| 年度新锐音乐人歌曲          | 《藏在星里的秘密》（鹿晓希LUCY）                                              |
| 年度新锐音乐人歌曲          | 《晚风》（椿乐队）                                                            |
| 年度新锐音乐人歌曲          | 《离别开出花》（就是南方凯）                                                  |
| 年度新锐音乐人歌曲          | 《宝贵》（孟慧圆）                                                            |
| 产业类 年度原创音乐扶持项目 | 抖音集团 - 抖音看见音乐计划                                                   |
| 产业类 年度原创音乐扶持项目 | 浪潮评委会 - 第二届浪潮音乐大赏                                               |
| 产业类 年度原创音乐扶持项目 | 网易云音乐 - 石头计划第五季                                                   |
| 产业类 年度原创音乐扶持项目 | 快手音乐 - Π计划                                                              |
| 产业类 年度原创音乐扶持项目 | 华为音乐 - 非物质文化遗产音乐推广计划                                         |